# Alappuzha
Alappuzha é uma cidade da Índia, situada no estado de Querala. Sua população em 2011 era 174 164 habitantes.